# Дыхание (фильм, 2023)
«Дыхание» — российский фильм режиссёра Романа Каримова, премьера которого состоялась 22 июня 2023 года.

## Синопсис
Успешный бизнесмен Виктор, в прошлом — доктор, рискуя жизнью и свободой, нелегально возвращается в больницу, куда поместили его маму, заболевшую COVID-19.

## В ролях
- Ирина Горбачева — Колесникова
- Антон Батырев — Виктор Лихачёв
- Даниил Воробьёв — Шутов
- Андрей Карако — эпидемиолог
- Вера Шпак — Марина
- Евгения Храповицкая — Катя Шутова
- Дмитрий Павленко — Осипенко
- Галина Сазонова — мама Виктора
- Сергей Лысов — Хаут
- Алексей Гоман — анестезиолог
- Илья Креймер — Федотов
- Никита Панов — Коля, сын Колесниковой